# José María Panisse
José María Panisse y Sembi (Cartagena, c. 1800-Cartagena, abril de 1872) fue un pintor, profesor, dibujante y traductor español.

## Biografía
Hijo y discípulo del pintor Francisco de Paula Panisse, natural de Tolón y exiliado en Cartagena como consecuencia de las guerras revolucionarias francesas. En 1827 continuó desempeñando durante algún tiempo la cátedra fundada por su padre. En 1846 la Sociedad Económica de Cartagena creó una cátedra de dibujo lineal, dedicada a los obreros, que pasaría a desempeñar Panisse. Algunos dibujos de su mano figuraron en las páginas del periódico Cartagena Ilustrada. Falleció en Cartagena en abril de 1872.
Además del dibujo y la pintura, en 1846 dedicó también sus esfuerzos a la traducción al castellano de la obra de Alejandro Dumas El conde de Montecristo.